# Tekla Justyna Chopin

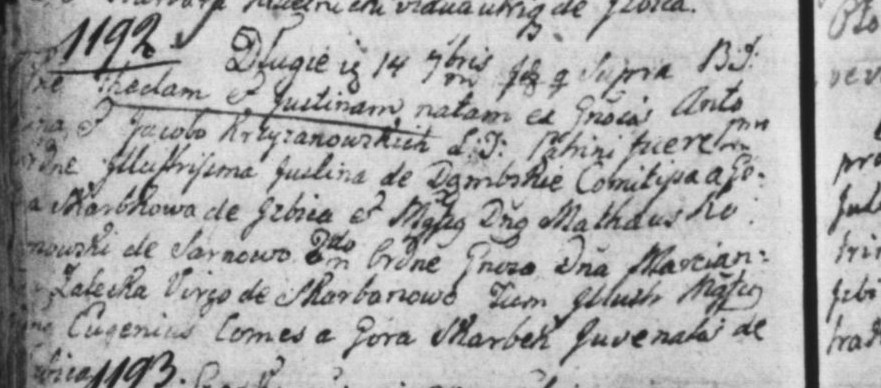
Akt chrztu Tekli Justyny Krzyżanowskiej

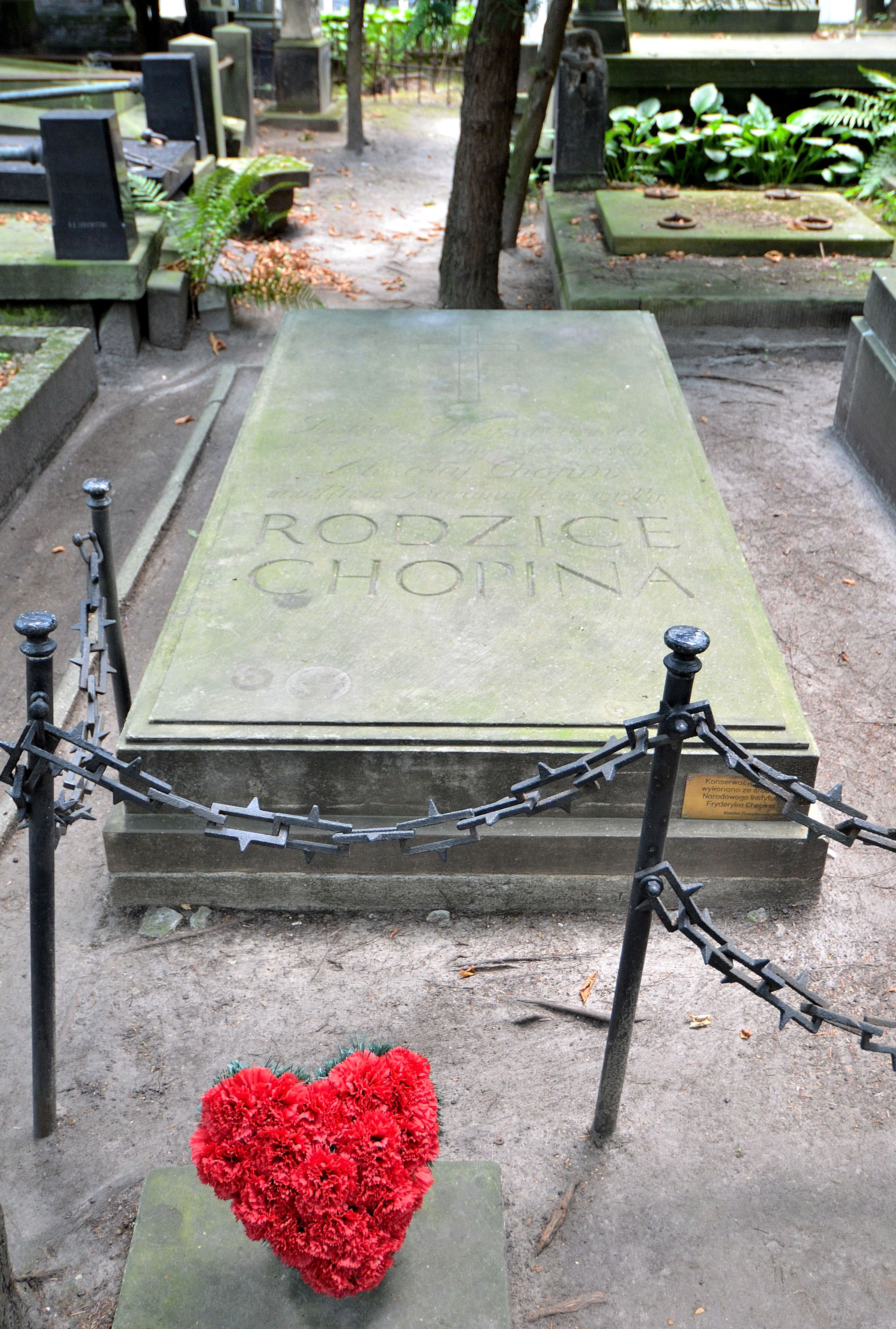
Grób rodziców Fryderyka Chopina na cmentarzu Powązkowskim w Warszawie

Tekla Justyna Chopin z domu Krzyżanowska (ur. przed 14 września 1782 w Długiem, zm. 1 października 1861 w Warszawie) – matka kompozytora Fryderyka Chopina, Izabeli Barcińskiej, pisarki Ludwiki Jędrzejewiczowej i Emilii Chopin.

## Życiorys
Była córką Jakuba Krzyżanowskiego i Antoniny Kołomińskiej. 14 września 1782 została ochrzczona w kościele parafialnym w Izbicy Kujawskiej. W młodości zamieszkała w dworku hrabiny Ludwiki Skarbkowej w Żelazowej Woli, gdzie zajmowała się domem. Jesienią 1802 poznała Mikołaja Chopina, guwernera dzieci hrabiny Skarbkowej. Chopina i Krzyżanowską łączyła wspólna pasja – muzyka. Justyna grała na fortepianie i śpiewała, zaś Mikołaj grywał na flecie i skrzypcach. 2 czerwca 1806 w kościele parafialnym Świętego Rocha w Brochowie Krzyżanowska została żoną Chopina. Hrabina Ludwika oddała młodej parze domek niedaleko dworku. Wkrótce małżonkowie przeprowadzili się do Warszawy. 6 kwietnia 1807 na świat przyszła pierworodna córka Chopinów, Ludwika. W lipcu 1807 małżonkowie wrócili do Żelazowej Woli. Tutaj 1 marca 1810 przyszedł na świat jedyny syn Justyny i Mikołaja, Fryderyk Chopin, późniejszy kompozytor. Wkrótce po narodzinach Fryderyka małżonkowie przenieśli się do Warszawy, gdzie przyszły na świat dwie córki Chopinów: 9 lipca 1811 urodziła się Izabela, zaś 20 listopada 1812 Emilia.
Latem 1826 Justyna z dziećmi wyjechała do Dusznik-Zdroju na Dolnym Śląsku. Podróżowała wyłącznie z synem Fryderykiem, zaś jej córki podróżowały kilka dni wcześniej z zaprzyjaźnioną z Chopinami rodziną Skarbków. W lecie 1829 Justyna z mężem i dwiema córkami Ludwiką i Izabelą przebywała w Wielkopolsce. 15 sierpnia 1835 wraz z mężem przybyła do Karlsbadu, gdzie spotkała się z synem Fryderykiem, pierwszy i jedyny raz po jego wyjeździe z Polski. W 1844 Chopinowie mieszkali w kamienicy Barcińskich przy Nowym Świecie nr taryfy 1255 (obecnie nr 47), gdzie zmarł mąż Justyny, Mikołaj.
Po śmierci męża Justyna rzadko opuszczała Warszawę. Nadal mieszkała wraz z córką Izabelą i jej rodziną, początkowo przy ul. Mazowieckiej nr taryfy 1347 (w domu na terenie większej posesji obejmującej obecne nr 12, 14, 16 i 18), a następnie w Pałacu Zamoyskich na Nowym Świecie nr taryfy 1245 (obecnie nr 67/69), przy rogu Świętokrzyskiej. W 1846 spędzała wakacje u niejakiej „pani Józefy”, której tożsamość nie została ustalona w historiografii. Tekla Justyna z Krzyżanowskich Chopin zmarła 1 października 1861 w mieszkaniu Barcińskich na Nowym Świecie i została pochowana na cmentarzu Powązkowskim w Warszawie. Pierwotne miejsce pochówku Justyny i Mikołaja w katakumbach powązkowskich uległo zniszczeniu w czasie II wojny światowej. Pod koniec maja 1948 zwłoki Chopinów ekshumowano i przeniesiono do nowego grobu na tym samym cmentarzu (kwatera 9-4-8).